# Список народных депутатов Верховной рады Украины IX созыва
Ниже приведен список имен депутатов, которые избраны в Верховную раду Украины IX созыва. Выборы состоялись 21 июля 2019 года, полномочия депутатов начались 29 августа 2019 года.
Согласно части пятой статьи 8 закона «Об обеспечении прав и свобод граждан и правовом режиме на временно оккупированной территории Украины» выборы на территории Автономной Республики Крым (округа 1-10) и Севастополя (округа 224, 225) не проводились. Также не состоялись выборы в 9 округах Донецкой (41-44, 53-56, 61) и 5 округах Луганской (104, 108-111) областей.

## Партии и фракции
| Партия                             | Лидер                       | Количество мест |
| ---------------------------------- | --------------------------- | --------------- |
| Слуга народа                       | Елена Алексеевна Шуляк      | 254             |
| Оппозиционная платформа — За жизнь | Юрий Анатольевич Бойко      | 43              |
| Батькивщина                        | Юлия Владимировна Тимошенко | 26              |
| Европейская солидарность           | Пётр Алексеевич Порошенко   | 25              |
| Голос                              | Кира Александровна Рудик    | 20              |
| За Майбутнє                        | Виктор Васильевич Бондарь   | 23              |
| Свобода                            |                             | 1               |
| Самопомощь                         |                             | 1               |
| Белая Церковь вместе               |                             | 1               |
| Единый Центр                       |                             | 1               |
| Самовыдвиженцы                     |                             | 46              |
| Всего:                             | Всего:                      | 424             |

На заседании Верховной рады 29 августа 2019 года было объявлено о создании фракций и депутатской группы:
- Фракция «Слуга народа» (254 нардепа), председатель фракции — Александр Корниенко;
- «Оппозиционная платформа — За жизнь» (44 нардепа), сопредседатели фракции — Юрий Бойко и Вадим Рабинович;
- «Европейская солидарность» (27 нардепов), сопредседатели фракции — Артур Герасимов и Ирина Геращенко;
- ВО «Батькивщина» (25 нардепов), председатель фракции — Юлия Тимошенко;
- «Голос» (17 нардепов), председатель фракции — Сергей Рахманин;
- Депутатская группа «За майбутнє» (23 нардепа), сопредседатели — Виктор Бондарь, Тарас Батенко.

От партии «Голос» в Раду прошли 20 нардепов — 17 по списку и 3 мажоритарщика. Во фракцию, однако, вошли только 17 нардепов, прошедших по списку; ещё 3 мажоритарщика должны присоединиться к фракции позже.

## Состав Верховной рады
Ниже приведён список избранных народных депутатов на 17 декабря 2021 года.
| Партия                   | ФИО                                                                           | № в списке | № округа | Область (или город)       |
| ------------------------ | ----------------------------------------------------------------------------- | ---------- | -------- | ------------------------- |
| Слуга народа             | Пашковский Максим Игоревич                                                    |            | 11       | Винницкая область         |
| Слуга народа             | Драбовский Анатолий Григорьевич                                               |            | 12       | Винницкая область         |
| Самовыдвиженец           | Юрчишин Пётр Васильевич                                                       |            | 13       | Винницкая область         |
| Слуга народа             | Борзова Ирина Наумовна                                                        |            | 14       | Винницкая область         |
| Самовыдвиженец           | Билозир Лариса Николаевна                                                     |            | 15       | Винницкая область         |
| Европейская солидарность | Вацак Геннадий Анатольевич                                                    |            | 16       | Винницкая область         |
| Народная партия          | Кучер Николай Иванович                                                        |            | 17       | Винницкая область         |
| Батькивщина              | Мейдич Олег Леонидович                                                        |            | 18       | Винницкая область         |
| Самовыдвиженец           | Гузь Игорь Владимирович                                                       |            | 19       | Волынская область         |
| Слуга народа             | Рублёв Вячеслав Владимирович                                                  |            | 20       | Волынская область         |
| Самовыдвиженец           | Ивахив Степан Петрович                                                        |            | 21       | Волынская область         |
| Самовыдвиженец           | Палица Игорь Петрович                                                         |            | 22       | Волынская область         |
| Самовыдвиженец           | Констанкевич Ирина Мирославовна                                               |            | 23       | Волынская область         |
| Слуга народа             | Кисилевский Дмитрий Давыдович                                                 |            | 24       | Днепропетровская область  |
| Слуга народа             | Бужанский Максим Аркадьевич                                                   |            | 25       | Днепропетровская область  |
| Слуга народа             | Нестеренко Кирилл Александрович                                               |            | 26       | Днепропетровская область  |
| Слуга народа             | Медяник Вячеслав Анатольевич                                                  |            | 27       | Днепропетровская область  |
| Слуга народа             | Мисягин Юрий Михайлович                                                       |            | 28       | Днепропетровская область  |
| Слуга народа             | Демченко Сергей Алексеевич                                                    |            | 29       | Днепропетровская область  |
| Слуга народа             | Личман Анна Васильевна                                                        |            | 30       | Днепропетровская область  |
| Слуга народа             | Захарченко Владимир Васильевич                                                |            | 31       | Днепропетровская область  |
| Слуга народа             | Криворучкина Елена Владимировна                                               |            | 32       | Днепропетровская область  |
| Слуга народа             | Корявченков Юрий Валерьевич                                                   |            | 33       | Днепропетровская область  |
| Слуга народа             | Чёрный Дмитрий Сергеевич                                                      |            | 34       | Днепропетровская область  |
| Слуга народа             | Герман Денис Вадимович                                                        |            | 35       | Днепропетровская область  |
| Слуга народа             | Каптелов Роман Владимирович                                                   |            | 36       | Днепропетровская область  |
| Самовыдвиженец           | Шпенов Дмитрий Юрьевич                                                        |            | 37       | Днепропетровская область  |
| Слуга народа             | Бородин Владислав Валерьевич                                                  |            | 38       | Днепропетровская область  |
| Слуга народа             | Северин Сергей Сергеевич                                                      |            | 39       | Днепропетровская область  |
| Слуга народа             | Трухин Александр Николаевич                                                   |            | 40       | Днепропетровская область  |
| Оппозиционный блок       | Магомедов Муса Сергоевич                                                      |            | 45       | Донецкая область          |
| ОПЗЖ                     | Христенко Фёдор Владимирович                                                  |            | 46       | Донецкая область          |
| ОПЗЖ                     | Солод Юрий Васильевич                                                         |            | 47       | Донецкая область          |
| Самовыдвиженец           | Ефимов Максим Викторович                                                      |            | 48       | Донецкая область          |
| ОПЗЖ                     | Гнатенко Валерий Сергеевич                                                    |            | 49       | Донецкая область          |
| Оппозиционный блок       | Требушкин Руслан Валерьевич                                                   |            | 50       | Донецкая область          |
| Самовыдвиженец           | Ковалёв Александр Иванович                                                    |            | 51       | Донецкая область          |
| Батькивщина              | Яковенко Евгений Геннадьевич                                                  |            | 52       | Донецкая область          |
| Оппозиционный блок       | Новинский Вадим Владиславович                                                 |            | 57       | Донецкая область          |
| Оппозиционный блок       | Магера Сергей Васильевич                                                      |            | 58       | Донецкая область          |
| ОПЗЖ                     | Мороз Владимир Викторович                                                     |            | 59       | Донецкая область          |
| Самовыдвиженец           | Лубинец Дмитрий Валерьевич                                                    |            | 60       | Донецкая область          |
| Слуга народа             | Герасименко Игорь Леонидович                                                  |            | 62       | Житомирская область       |
| Слуга народа             | Кицак Богдан Викторович                                                       |            | 63       | Житомирская область       |
| Слуга народа             | Костюк Дмитрий Сергеевич                                                      |            | 65       | Житомирская область       |
| Слуга народа             | Грищенко Татьяна Николаевна                                                   |            | 66       | Житомирская область       |
| Слуга народа             | Кузьминых Сергей Владимирович                                                 |            | 67       | Житомирская область       |
| Самовыдвиженец           | Горват Роберт Иванович                                                        |            | 68       | Закарпатская область      |
| Слуга народа             | Лаба Михаил Михайлович                                                        |            | 70       | Закарпатская область      |
| Народный фронт           | Лунченко Валерий Валерьевич                                                   |            | 71       | Закарпатская область      |
| Единый центр             | Петёвка Василий Васильевич                                                    |            | 72       | Закарпатская область      |
| Самовыдвиженец           | Поляк Владислав Николаевич                                                    |            | 73       | Закарпатская область      |
| Слуга народа             | Касай Геннадий Александрович                                                  |            | 74       | Запорожская область       |
| Слуга народа             | Соха Роман Васильевич                                                         |            | 75       | Запорожская область       |
| Слуга народа             | Шевченко Евгений Владимирович                                                 |            | 76       | Запорожская область       |
| Слуга народа             | Штепа Сергей Сергеевич                                                        |            | 77       | Запорожская область       |
| ОПЗЖ                     | Пономарев Александр Сергеевич                                                 |            | 78       | Запорожская область       |
| Слуга народа             | Яцык Юлия Григорьевна                                                         |            | 79       | Запорожская область       |
| Самовыдвиженец           | Минько Сергей Анатольевич                                                     |            | 80       | Запорожская область       |
| Слуга народа             | Мельник Павел Викторович                                                      |            | 81       | Запорожская область       |
| Слуга народа             | Никитина Марина Викторовна                                                    |            | 82       | Запорожская область       |
| Свобода                  | Савчук Оксана Васильевна                                                      |            | 83       | Ивано-Франковская область |
| Слуга народа             | Фрис Игорь Павлович                                                           |            | 84       | Ивано-Франковская область |
| Слуга народа             | Прощук Эдуард Петрович                                                        |            | 85       | Ивано-Франковская область |
| Слуга народа             | Матусевич Александр Борисович                                                 |            | 86       | Ивано-Франковская область |
| Народный фронт           | Иванчук Андрей Владимирович                                                   |            | 88       | Ивано-Франковская область |
| Слуга народа             | Тимофийчук Владимир Ярославович                                               |            | 89       | Ивано-Франковская область |
| Самовыдвиженец           | Бабенко Николай Викторович                                                    |            | 90       | Киевская область          |
| Слуга народа             | Дунда Олег Андреевич                                                          |            | 91       | Киевская область          |
| Слуга народа             | Колюх Валерий Викторович                                                      |            | 92       | Киевская область          |
| Слуга народа             | Скороход Анна Константиновна                                                  |            | 93       | Киевская область          |
| Слуга народа             | Дубинский Александр Анатольевич                                               |            | 94       | Киевская область          |
| Слуга народа             | Горобец Александр Сергеевич                                                   |            | 95       | Киевская область          |
| Слуга народа             | Василевская-Смаглюк Ольга Михайловна                                          |            | 96       | Киевская область          |
| Слуга народа             | Галушко Николай Леонидович                                                    |            | 97       | Киевская область          |
| Слуга народа             | Бунин Сергей Валерьевич                                                       |            | 98       | Киевская область          |
| Слуга народа             | Дануца Александр Анатольевич                                                  |            | 99       | Кировоградская область    |
| Слуга народа             | Мурдий Игорь Юрьевич                                                          |            | 100      | Кировоградская область    |
| Слуга народа             | Кузбит Юрий Михайлович                                                        |            | 101      | Кировоградская область    |
| Самовыдвиженец           | Довгий Олесь Станиславович                                                    |            | 102      | Кировоградская область    |
| Слуга народа             | Воронько Олег Евгеньевич                                                      |            | 103      | Кировоградская область    |
| Оппозиционный блок       | Гриб Виктория Александровна                                                   |            | 105      | Луганская область         |
| Слуга народа             | Кузнецов Алексей Александрович                                                |            | 106      | Луганская область         |
| Самовыдвиженец           | Сухов Александр Сергеевич                                                     |            | 107      | Луганская область         |
| Самовыдвиженец           | Вельможный Сергей Анатольевич                                                 |            | 112      | Луганская область         |
| ОПЗЖ                     | Лукашев Александр Анатольевич                                                 |            | 113      | Луганская область         |
| Самовыдвиженец           | Шахов Сергей Владимирович                                                     |            | 114      | Луганская область         |
| Голос                    | Пипа Наталья Романовна                                                        |            | 115      | Львовская область         |
| Европейская солидарность | Княжицкий Николай Леонидович                                                  |            | 116      | Львовская область         |
| Голос                    | Рущишин Ярослав Иванович                                                      |            | 117      | Львовская область         |
| Голос                    | Васильченко Галина Ивановна                                                   |            | 118      | Львовская область         |
| Европейская солидарность | Бондарь Михаил Леонтьевич                                                     |            | 119      | Львовская область         |
| Европейская солидарность | Дубневич Ярослав Васильевич                                                   |            | 120      | Львовская область         |
| Слуга народа             | Саламаха Орест Игоревич                                                       |            | 121      | Львовская область         |
| Слуга народа             | Камельчук Юрий Александрович                                                  |            | 124      | Львовская область         |
| Самовыдвеженец           | Лопушанский Андрей Ярославович                                                |            | 125      | Львовская область         |
| Самовыдвиженец           | Кот Андрей Богданович                                                         |            | 126      | Львовская область         |
| Слуга народа             | Пасечный Александр Станиславович                                              |            | 127      | Николаевская область      |
| Слуга народа             | Гайду Александр Васильевич                                                    |            | 128      | Николаевская область      |
| Слуга народа             | Копытин Игорь Владимирович                                                    |            | 129      | Николаевская область      |
| Слуга народа             | Негулевский Игорь Петрович                                                    |            | 130      | Николаевская область      |
| Слуга народа             | Черноморов Артём Олегович                                                     |            | 131      | Николаевская область      |
| Слуга народа             | Дырдин Максим Евгеньевич                                                      |            | 132      | Николаевская область      |
| Слуга народа             | Дмитрук Артём Геннадьевич                                                     |            | 133      | Одесская область          |
| Слуга народа             | Колев Олег Викторович                                                         |            | 134      | Одесская область          |
| Слуга народа             | Леонов Алексей Александрович                                                  |            | 135      | Одесская область          |
| Слуга народа             | Горенюк Александр Александрович                                               |            | 136      | Одесская область          |
| Самовыдвиженец           | Гончаренко Алексей Алексеевич                                                 |            | 137      | Одесская область          |
| Слуга народа             | Чернявский Степан Николаевич                                                  |            | 138      | Одесская область          |
| Слуга народа             | Васильковский Игорь Игоревич                                                  |            | 139      | Одесская область          |
| Слуга народа             | Колебошин Сергей Валерьевич                                                   |            | 140      | Одесская область          |
| Слуга народа             | Ткаченко Александр Михайлович                                                 |            | 141      | Одесская область          |
| Самовыдвиженец           | Киссе Антон Иванович                                                          |            | 142      | Одесская область          |
| Самовыдвиженец           | Урбанский Анатолий Игоревич                                                   |            | 143      | Одесская область          |
| Слуга народа             | Налетов Дмитрий Александрович                                                 |            | 144      | Полтавская область        |
| Слуга народа             | Боблях Андрей Ростиславович                                                   |            | 145      | Полтавская область        |
| Самовыдвиженец           | Шаповалов Юрий Анатольевич                                                    |            | 146      | Полтавская область        |
| Самовыдвиженец           | Кулинич Олег Иванович                                                         |            | 147      | Полтавская область        |
| Слуга народа             | Ляшенко Анастасия Алексеевна                                                  |            | 148      | Полтавская область        |
| Слуга народа             | Касай Константин Иванович                                                     |            | 149      | Полтавская область        |
| Слуга народа             | Мовчан Алексей Васильевич                                                     |            | 150      | Полтавская область        |
| Слуга народа             | Березин Максим Юрьевич                                                        |            | 151      | Полтавская область        |
| Слуга народа             | Ковальчук Александр Владимирович                                              |            | 152      | Ровненская область        |
| Слуга народа             | Иванисов Роман Валерьевич                                                     |            | 153      | Ровненская область        |
| Самовыдвиженец           | Мялик Виктор Ничипорович                                                      |            | 155      | Ровненская область        |
| Слуга народа             | Литвиненко Сергей Анатольевич                                                 |            | 156      | Ровненская область        |
| Слуга народа             | Рябуха Татьяна Васильевна                                                     |            | 157      | Сумская область           |
| Слуга народа             | Васильев Игорь Сергеевич                                                      |            | 158      | Сумская область           |
| Самовыдвиженец           | Деркач Андрей Леонидович                                                      |            | 159      | Сумская область           |
| Самовыдвиженец           | Молоток Игорь Федорович                                                       |            | 160      | Сумская область           |
| Слуга народа             | Гузенко Максим Васильевич                                                     |            | 161      | Сумская область           |
| Слуга народа             | Задорожный Николай Николаевич                                                 |            | 162      | Сумская область           |
| Слуга народа             | Богданец Андрей Владимирович                                                  |            | 163      | Тернопольская область     |
| Слуга народа             | Васылив Игорь Владимирович                                                    |            | 164      | Тернопольская область     |
| Самовыдвиженец           | Чайковский Иван Адамович                                                      |            | 165      | Тернопольская область     |
| Самовыдвиженец           | Люшняк Николай Владимирович                                                   |            | 166      | Тернопольская область     |
| Слуга народа             | Гевко Владимир Леонидович                                                     |            | 167      | Тернопольская область     |
| Слуга народа             | Мезенцева Мария Сергеевна                                                     |            | 168      | Харьковская область       |
| Слуга народа             | Куницкий Александр Олегович                                                   |            | 169      | Харьковская область       |
| Слуга народа             | Одарченко Андрей Николаевич                                                   |            | 170      | Харьковская область       |
| Слуга народа             | Кинзбурская Виктория Александровна                                            |            | 171      | Харьковская область       |
| Слуга народа             | Здебский Юрий Викторович                                                      |            | 172      | Харьковская область       |
| Самовыдвиженец           | Фельдман Александр Борисович                                                  |            | 174      | Харьковская область       |
| Слуга народа             | Пивоваров Евгений Павлович                                                    |            | 175      | Харьковская область       |
| Самовыдвиженец           | Шенцев Дмитрий Алексеевич                                                     |            | 176      | Харьковская область       |
| Слуга народа             | Любота Дмитрий Валерьевич                                                     |            | 177      | Харьковская область       |
| Слуга народа             | Литвинов Александр Николаевич                                                 |            | 178      | Харьковская область       |
| Слуга народа             | Кучер Алексей Владимирович                                                    |            | 179      | Харьковская область       |
| Слуга народа             | Красов Алексей Игоревич                                                       |            | 180      | Харьковская область       |
| Слуга народа             | Микиша Дмитрий Сергеевич                                                      |            | 181      | Харьковская область       |
| Слуга народа             | Павлиш Павел Васильевич                                                       |            | 182      | Херсонская область        |
| Слуга народа             | Вагнер Виктория Александровна                                                 |            | 183      | Херсонская область        |
| Слуга народа             | Колыхаев Игорь Викторович                                                     |            | 184      | Херсонская область        |
| Слуга народа             | Иванов Владимир Ильич                                                         |            | 185      | Херсонская область        |
| Слуга народа             | Ковалёв Алексей Иванович                                                      |            | 186      | Херсонская область        |
| Слуга народа             | Стефанчук Николай Алексеевич                                                  |            | 187      | Хмельницкая область       |
| Самовыдвиженец           | Лабазюк Сергей Петрович                                                       |            | 188      | Хмельницкая область       |
| Слуга народа             | Копанчук Елена Евгеньевна                                                     |            | 189      | Хмельницкая область       |
| Слуга народа             | Жмеренецкий Алексей Сергеевич                                                 |            | 190      | Хмельницкая область       |
| Самовыдвиженец           | Бондарь Виктор Васильевич                                                     |            | 191      | Хмельницкая область       |
| Самовыдвиженец           | Герега Александр Владимирович                                                 |            | 192      | Хмельницкая область       |
| Слуга народа             | Марчук Игорь Петрович                                                         |            | 193      | Хмельницкая область       |
| Слуга народа             | Шпак Любовь Александровна                                                     |            | 194      | Черкасская область        |
| Слуга народа             | Стрихарский Андрей Петрович                                                   |            | 196      | Черкасская область        |
| Слуга народа             | Скичко Александр Александрович                                                |            | 197      | Черкасская область        |
| Самовыдвиженец           | Рудик Сергей Ярославович                                                      |            | 198      | Черкасская область        |
| Слуга народа             | Нагорняк Сергей Владимирович                                                  |            | 199      | Черкасская область        |
| Самовыдвиженец           | Яценко Антон Владимирович                                                     |            | 200      | Черкасская область        |
| Слуга народа             | Лис Елена Георгиевна                                                          |            | 201      | Черновицкая область       |
| Слуга народа             | Заремский Максим Валентинович                                                 |            | 202      | Черновицкая область       |
| Слуга народа             | Мазурашу Георгий Георгиевич                                                   |            | 203      | Черновицкая область       |
| Слуга народа             | Божик Валерий Иванович                                                        |            | 204      | Черновицкая область       |
| Слуга народа             | Семинский Олег Валерьевич                                                     |            | 205      | Черниговская область      |
| Слуга народа             | Поляков Антон Эдуардович                                                      |            | 206      | Черниговская область      |
| Слуга народа             | Зуев Максим Сергеевич                                                         |            | 207      | Черниговская область      |
| Самовыдвиженец           | Давыденко Валерий Николаевич                                                  |            | 208      | Черниговская область      |
| Слуга народа             | Зуб Валерий Алексеевич                                                        |            | 209      | Черниговская область      |
| Самовыдвиженец           | Приходько Борис Викторович                                                    |            | 210      | Черниговская область      |
| Слуга народа             | Юрченко Александр Николаевич                                                  |            | 211      | Киев                      |
| Слуга народа             | Перебийнис Максим Викторович                                                  |            | 212      | Киев                      |
| Слуга народа             | Дубнов Артём Васильевич                                                       |            | 213      | Киев                      |
| Слуга народа             | Швец Сергей Фёдорович                                                         |            | 214      | Киев                      |
| Слуга народа             | Яременко Богдан Васильевич                                                    |            | 215      | Киев                      |
| Слуга народа             | Забуранна Леся Валентиновна                                                   |            | 216      | Киев                      |
| Слуга народа             | Безуглая Марьяна Владимировна                                                 |            | 217      | Киев                      |
| Слуга народа             | Гурин Дмитрий Александрович                                                   |            | 218      | Киев                      |
| Слуга народа             | Тищенко Николай Николаевич                                                    |            | 219      | Киев                      |
| Слуга народа             | Бондарь Анна Вячеславовна                                                     |            | 220      | Киев                      |
| Слуга народа             | Пуртова Анна Анатольевна                                                      |            | 221      | Киев                      |
| Слуга народа             | Грищук Роман Павлович                                                         |            | 222      | Киев                      |
| Слуга народа             | Буймистер Людмила Анатольевна                                                 |            | 223      | Киев                      |
| Слуга народа             | Разумков Дмитрий Александрович                                                | 1          |          |                           |
| Слуга народа             | Стефанчук Руслан Алексеевич                                                   | 2          |          |                           |
| Слуга народа             | Венедиктова Ирина Валентиновна                                                | 3          |          |                           |
| Слуга народа             | Янченко Галина Игоревна                                                       | 5          |          |                           |
| Слуга народа             | Фёдоров Михаил Альбертович                                                    | 6          |          |                           |
| Слуга народа             | Корниенко Александр Сергеевич                                                 | 7          |          |                           |
| Слуга народа             | Красносельская Анастасия Олеговна                                             | 8          |          |                           |
| Слуга народа             | Ткаченко Александр Владиславович                                              | 9          |          |                           |
| Слуга народа             | Беленюк Жан Венсанович                                                        | 10         |          |                           |
| Слуга народа             | Криклий Владислав Артурович                                                   | 12         |          |                           |
| Слуга народа             | Шуляк Елена Алексеевна                                                        | 13         |          |                           |
| Слуга народа             | Наталуха Дмитрий Андреевич                                                    | 14         |          |                           |
| Слуга народа             | Ясько Елизавета Алексеевна                                                    | 15         |          |                           |
| Слуга народа             | Оржель Алексей Анатольевич                                                    | 16         |          |                           |
| Слуга народа             | Герус Андрей Михайлович                                                       | 17         |          |                           |
| Слуга народа             | Радуцкий Михаил Борисович                                                     | 18         |          |                           |
| Слуга народа             | Монастырский Денис Анатольевич                                                | 19         |          |                           |
| Слуга народа             | Гетманцев Данил Александрович                                                 | 20         |          |                           |
| Слуга народа             | Малюська Денис Леонтьевич                                                     | 21         |          |                           |
| Слуга народа             | Холодов Андрей Иванович                                                       | 22         |          |                           |
| Слуга народа             | Лерос Гео Багратович                                                          | 23         |          |                           |
| Слуга народа             | Кальченко Сергей Витальевич                                                   | 24         |          |                           |
| Слуга народа             | Ткаченко Максим Николаевич                                                    | 25         |          |                           |
| Слуга народа             | Чернев Егор Владимирович                                                      | 26         |          |                           |
| Слуга народа             | Юраш Святослав Андреевич                                                      | 27         |          |                           |
| Слуга народа             | Сушко Павел Николаевич                                                        | 28         |          |                           |
| Слуга народа             | Верещук Ирина Андреевна                                                       | 29         |          |                           |
| Слуга народа             | Кубраков Александр Николаевич                                                 | 30         |          |                           |
| Слуга народа             | Диденко Юлия Александровна                                                    | 31         |          |                           |
| Слуга народа             | Соломчук Дмитрий Викторович                                                   | 32         |          |                           |
| Слуга народа             | Коваленко Анна Николаевна                                                     | 34         |          |                           |
| Слуга народа             | Неклюдов Владлен Михайлович                                                   | 35         |          |                           |
| Слуга народа             | Кривошеев Игорь Сергеевич                                                     | 36         |          |                           |
| Слуга народа             | Ионушас Сергей Константинович                                                 | 37         |          |                           |
| Слуга народа             | Завитневич Александр Михайлович                                               | 38         |          |                           |
| Слуга народа             | Струневич Вадим Олегович                                                      | 39         |          |                           |
| Слуга народа             | Воронов Владимир Анатольевич                                                  | 40         |          |                           |
| Слуга народа             | Кисель Юрий Григорьевич                                                       | 42         |          |                           |
| Слуга народа             | Галайчук Вадим Сергеевич                                                      | 43         |          |                           |
| Слуга народа             | Ковалев Артём Владимирович                                                    | 44         |          |                           |
| Слуга народа             | Стернийчук Валерий Александрович                                              | 45         |          |                           |
| Слуга народа             | Михайлюк Галина Олеговна                                                      | 46         |          |                           |
| Слуга народа             | Качура Александр Анатольевич                                                  | 48         |          |                           |
| Слуга народа             | Новосад Анна Игоревна                                                         | 49         |          |                           |
| Слуга народа             | Культенко Артём Валерьевич                                                    | 50         |          |                           |
| Слуга народа             | Марусяк Олег Романович                                                        | 51         |          |                           |
| Слуга народа             | Кириченко Николай Александрович                                               | 52         |          |                           |
| Слуга народа             | Третьякова Галина Николаевна                                                  | 53         |          |                           |
| Слуга народа             | Халимон Павел Витальевич                                                      | 54         |          |                           |
| Слуга народа             | Мошенец Елена Владимировна                                                    | 55         |          |                           |
| Слуга народа             | Саладуха Ольга Валерьевна                                                     | 56         |          |                           |
| Слуга народа             | Коваль Ольга Владимировна                                                     | 57         |          |                           |
| Слуга народа             | Загоруйко Алина Леонидовна                                                    | 58         |          |                           |
| Слуга народа             | Бондаренко Олег Владимирович                                                  | 59         |          |                           |
| Слуга народа             | Крячко Михаил Валерьевич                                                      | 60         |          |                           |
| Слуга народа             | Бардина Марина Олеговна                                                       | 61         |          |                           |
| Слуга народа             | Марченко Людмила Ивановна                                                     | 62         |          |                           |
| Слуга народа             | Юнаков Иван Сергеевич                                                         | 63         |          |                           |
| Слуга народа             | Володина Дарья Артёмовна                                                      | 64         |          |                           |
| Слуга народа             | Савченко Ольга Станиславовна                                                  | 65         |          |                           |
| Слуга народа             | Гринчук Оксана Анатольевна                                                    | 66         |          |                           |
| Слуга народа             | Козак Владимир Васильевич Архивная копия от 8 августа 2019 на Wayback Machine | 67         |          |                           |
| Слуга народа             | Лысюк Андрей Александрович                                                    | 68         |          |                           |
| Слуга народа             | Сова Александр Георгиевич                                                     | 69         |          |                           |
| Слуга народа             | Ватрас Владимир Антонович                                                     | 70         |          |                           |
| Слуга народа             | Мулик Роман Миронович                                                         | 71         |          |                           |
| Слуга народа             | Тарасов Олег Сергеевич                                                        | 72         |          |                           |
| Слуга народа             | Костюх Анатолий Вячеславович                                                  | 73         |          |                           |
| Слуга народа             | Брагар Евгений Вадимович                                                      | 74         |          |                           |
| Слуга народа             | Безгин Виталий Юрьевич                                                        | 75         |          |                           |
| Слуга народа             | Салийчук Александр Вячеславович                                               | 76         |          |                           |
| Слуга народа             | Репина Элла Анатольевна                                                       | 77         |          |                           |
| Слуга народа             | Пушкаренко Арсений Михайлович                                                 | 78         |          |                           |
| Слуга народа             | Заблоцкий Марьян Богданович                                                   | 79         |          |                           |
| Слуга народа             | Клочко Андрей Андреевич                                                       | 80         |          |                           |
| Слуга народа             | Овчинникова Юлия Юрьевна                                                      | 81         |          |                           |
| Слуга народа             | Мережко Александр Александрович                                               | 82         |          |                           |
| Слуга народа             | Устенко Алексей Олегович                                                      | 83         |          |                           |
| Слуга народа             | Кабанов Александр Евгеньевич                                                  | 84         |          |                           |
| Слуга народа             | Вениславский Фёдор Владимирович                                               | 85         |          |                           |
| Слуга народа             | Булах Лада Валентиновна                                                       | 86         |          |                           |
| Слуга народа             | Петруняк Евгений Васильевич                                                   | 87         |          |                           |
| Слуга народа             | Мариковский Александр Валерьевич                                              | 88         |          |                           |
| Слуга народа             | Федиенко Александр Павлович                                                   | 89         |          |                           |
| Слуга народа             | Мотовиловец Андрей Викторович                                                 | 90         |          |                           |
| Слуга народа             | Колесник Анна Сергеевна                                                       | 91         |          |                           |
| Слуга народа             | Богуцкая Елизавета Петровна                                                   | 92         |          |                           |
| Слуга народа             | Нагаевский Артём Сергеевич                                                    | 93         |          |                           |
| Слуга народа             | Потураев Никита Русланович                                                    | 94         |          |                           |
| Слуга народа             | Якименко Павел Витальевич                                                     | 95         |          |                           |
| Слуга народа             | Кунаев Артём Юрьевич                                                          | 96         |          |                           |
| Слуга народа             | Припутень Дмитрий Сергеевич                                                   | 97         |          |                           |
| Слуга народа             | Павлюк Максим Васильевич                                                      | 98         |          |                           |
| Слуга народа             | Мокан Василий Иванович                                                        | 99         |          |                           |
| Слуга народа             | Пидласа Роксолана Андреевна                                                   | 100        |          |                           |
| Слуга народа             | Торохтий Богдан Григорьевич                                                   | 101        |          |                           |
| Слуга народа             | Дмитриева Оксана Александровна                                                | 102        |          |                           |
| Слуга народа             | Шол Маргарита Витальевна                                                      | 103        |          |                           |
| Слуга народа             | Костин Андрей Евгеньевич                                                      | 104        |          |                           |
| Слуга народа             | Горбенко Руслан Александрович                                                 | 105        |          |                           |
| Слуга народа             | Жупанин Андрей Викторович                                                     | 106        |          |                           |
| Слуга народа             | Тистык Ростислав Ярославович                                                  | 107        |          |                           |
| Слуга народа             | Кравчук Евгения Михайловна                                                    | 108        |          |                           |
| Слуга народа             | Яковлева Нелли Ильинична                                                      | 109        |          |                           |
| Слуга народа             | Гривко Сергей Дмитриевич                                                      | 110        |          |                           |
| Слуга народа             | Павловский Пётр Иванович                                                      | 111        |          |                           |
| Слуга народа             | Винтоняк Елена Васильевна                                                     | 113        |          |                           |
| Слуга народа             | Заславский Юрий Иванович                                                      | 114        |          |                           |
| Слуга народа             | Задорожный Андрей Викторович                                                  | 115        |          |                           |
| Слуга народа             | Шипайло Остап Игоревич                                                        | 116        |          |                           |
| Слуга народа             | Шинкаренко Иван Анатольевич                                                   | 117        |          |                           |
| Слуга народа             | Совгиря Ольга Владимировна                                                    | 118        |          |                           |
| Слуга народа             | Крейденко Владимир Викторович                                                 | 119        |          |                           |
| Слуга народа             | Тарасенко Тарас Петрович                                                      | 120        |          |                           |
| Слуга народа             | Сольский Николай Тарасович                                                    | 121        |          |                           |
| Слуга народа             | Новиков Михаил Николаевич                                                     | 123        |          |                           |
| Слуга народа             | Подгорная Виктория Валентиновна                                               | 124        |          |                           |
| ОПЗЖ                     | Бойко Юрий Анатольевич                                                        | 1          |          |                           |
| ОПЗЖ                     | Рабинович Вадим Зиновьевич                                                    | 2          |          |                           |
| ОПЗЖ                     | Медведчук Виктор Владимирович                                                 | 3          |          |                           |
| ОПЗЖ                     | Королевская Наталия Юрьевна                                                   | 4          |          |                           |
| ОПЗЖ                     | Лёвочкин Сергей Владимирович                                                  | 5          |          |                           |
| ОПЗЖ                     | Нимченко Василий Иванович                                                     | 6          |          |                           |
| ОПЗЖ                     | Шуфрич Нестор Иванович                                                        | 7          |          |                           |
| ОПЗЖ                     | Ларин Сергей Николаевич                                                       | 8          |          |                           |
| ОПЗЖ                     | Дунаев Сергей Владимирович                                                    | 9          |          |                           |
| ОПЗЖ                     | Козак Тарас Романович                                                         | 10         |          |                           |
| ОПЗЖ                     | Столар Вадим Михайлович                                                       | 11         |          |                           |
| ОПЗЖ                     | Иоффе Юлий Яковлевич                                                          | 12         |          |                           |
| ОПЗЖ                     | Папиев Михаил Николаевич                                                      | 13         |          |                           |
| ОПЗЖ                     | Исаенко Дмитрий Валерьевич                                                    | 15         |          |                           |
| ОПЗЖ                     | Скорик Николай Леонидович                                                     | 16         |          |                           |
| ОПЗЖ                     | Суркис Григорий Михайлович                                                    | 17         |          |                           |
| ОПЗЖ                     | Кисилев Игорь Петрович                                                        | 18         |          |                           |
| ОПЗЖ                     | Загородний Юрий Иванович                                                      | 19         |          |                           |
| ОПЗЖ                     | Бурмич Анатолий Петрович                                                      | 20         |          |                           |
| ОПЗЖ                     | Лёвочкина Юлия Владимировна                                                   | 21         |          |                           |
| ОПЗЖ                     | Колтунович Александр Сергеевич                                                | 22         |          |                           |
| ОПЗЖ                     | Мамка Григорий Николаевич                                                     | 23         |          |                           |
| ОПЗЖ                     | Кальцев Владимир Фёдорович                                                    | 24         |          |                           |
| ОПЗЖ                     | Павленко Юрий Алексеевич                                                      | 25         |          |                           |
| ОПЗЖ                     | Приходько Наталья Игоревна                                                    | 26         |          |                           |
| ОПЗЖ                     | Чёрный Виктор Иванович                                                        | 27         |          |                           |
| ОПЗЖ                     | Борт Виталий Петрович                                                         | 28         |          |                           |
| ОПЗЖ                     | Макаренко Михаил Васильевич                                                   | 29         |          |                           |
| ОПЗЖ                     | Волошин Олег Анатольевич                                                      | 30         |          |                           |
| ОПЗЖ                     | Плачкова Татьяна Михайловна                                                   | 31         |          |                           |
| ОПЗЖ                     | Пузанов Александр Геннадьевич                                                 | 32         |          |                           |
| ОПЗЖ                     | Мамоян Суто Чолоевич                                                          | 33         |          |                           |
| ОПЗЖ                     | Кива Илья Владимирович                                                        | 34         |          |                           |
| ОПЗЖ                     | Кузьмин Ренат Равелиевич                                                      | 35         |          |                           |
| ОПЗЖ                     | Качный Александр Сталиноленович                                               | 36         |          |                           |
| ОПЗЖ                     | Славицкая Антонина Керимовна                                                  | 37         |          |                           |
| Батькивщина              | Тимошенко Юлия Владимировна                                                   | 1          |          |                           |
| Батькивщина              | Тарута Сергей Алексеевич                                                      | 2          |          |                           |
| Батькивщина              | Наливайченко Валентин Александрович                                           | 3          |          |                           |
| Батькивщина              | Соболев Сергей Владиславович                                                  | 4          |          |                           |
| Батькивщина              | Кондратюк Елена Константиновна                                                | 5          |          |                           |
| Батькивщина              | Кириленко Иван Григорьевич                                                    | 6          |          |                           |
| Батькивщина              | Кожемякин Андрей Анатольевич                                                  | 7          |          |                           |
| Батькивщина              | Немыря Григорий Михайлович                                                    | 8          |          |                           |
| Батькивщина              | Власенко Сергей Владимирович                                                  | 9          |          |                           |
| Батькивщина              | Дубиль Валерий Александрович                                                  | 10         |          |                           |
| Батькивщина              | Крулько Иван Иванович                                                         | 12         |          |                           |
| Батькивщина              | Лабунская Анжелика Викторовна                                                 | 13         |          |                           |
| Батькивщина              | Бондарев Константин Анатольевич                                               | 14         |          |                           |
| Батькивщина              | Цимбалюк Михаил Михайлович                                                    | 15         |          |                           |
| Батькивщина              | Данилов Виталий Богданович                                                    | 16         |          |                           |
| Батькивщина              | Белькова Ольга Валентиновна                                                   | 17         |          |                           |
| Батькивщина              | Кучеренко Алексей Юрьевич                                                     | 18         |          |                           |
| Батькивщина              | Николаенко Андрей Иванович                                                    | 19         |          |                           |
| Батькивщина              | Волынец Михаил Яковлевич                                                      | 20         |          |                           |
| Батькивщина              | Пузийчук Андрей Викторович                                                    | 21         |          |                           |
| Батькивщина              | Шкрум Алена Ивановна                                                          | 22         |          |                           |
| Батькивщина              | Кабаченко Владимир Викторович                                                 | 23         |          |                           |
| Батькивщина              | Ивченко Вадим Евгеньевич                                                      | 24         |          |                           |
| Европейская солидарность | Порошенко Пётр Алексеевич                                                     | 1          |          |                           |
| Европейская солидарность | Парубий Андрей Владимирович                                                   | 2          |          |                           |
| Европейская солидарность | Геращенко Ирина Владимировна                                                  | 3          |          |                           |
| Европейская солидарность | Забродский Михаил Витальевич                                                  | 4          |          |                           |
| Европейская солидарность | Федина София Романовна                                                        | 5          |          |                           |
| Европейская солидарность | Джемилев, Мустафа Абдулджемиль                                                | 6          |          |                           |
| Европейская солидарность | Зинкевич Яна Вадимовна                                                        | 7          |          |                           |
| Европейская солидарность | Чийгоз Ахтем Зейтуллаевич                                                     | 8          |          |                           |
| Европейская солидарность | Синютка Олег Михайлович                                                       | 9          |          |                           |
| Европейская солидарность | Климпуш-Цинцадзе Иванна Орестовна                                             | 10         |          |                           |
| Европейская солидарность | Герасимов Артур Владимирович                                                  | 11         |          |                           |
| Европейская солидарность | Кубив Степан Иванович                                                         | 12         |          |                           |
| Европейская солидарность | Фриз Ирина Васильевна                                                         | 13         |          |                           |
| Европейская солидарность | Южанина Нина Петровна                                                         | 14         |          |                           |
| Европейская солидарность | Вятрович Владимир Михайлович                                                  | 15         |          |                           |
| Европейская солидарность | Сюмар Виктория Петровна                                                       | 16         |          |                           |
| Европейская солидарность | Павленко Ростислав Николаевич                                                 | 18         |          |                           |
| Европейская солидарность | Величкович Николай Романович                                                  | 19         |          |                           |
| Европейская солидарность | Алексеев Сергей Олегович                                                      | 20         |          |                           |
| Европейская солидарность | Князевич Руслан Петрович                                                      | 21         |          |                           |
| Европейская солидарность | Саврасов Максим Витальевич                                                    | 22         |          |                           |
| Европейская солидарность | Ионова Мария Николаевна                                                       | 23         |          |                           |
| Голос                    | Вакарчук Святослав Иванович                                                   | 1          |          |                           |
| Голос                    | Клименко Юлия Леонидовна                                                      | 2          |          |                           |
| Голос                    | Рудик Кира Александровна                                                      | 3          |          |                           |
| Голос                    | Железняк Ярослав Иванович                                                     | 4          |          |                           |
| Голос                    | Устинова Александра Юрьевна                                                   | 5          |          |                           |
| Голос                    | Макаров Олег Анатольевич                                                      | 6          |          |                           |
| Голос                    | Юрчишин Ярослав Романович                                                     | 7          |          |                           |
| Голос                    | Рахманин Сергей Иванович                                                      | 8          |          |                           |
| Голос                    | Бобровская Соломия Анатольевна                                                | 9          |          |                           |
| Голос                    | Стефанишина Ольга Анатольевна                                                 | 10         |          |                           |
| Голос                    | Курдыдык Александр Александрович                                              | 11         |          |                           |
| Голос                    | Цабаль Владимир Владимирович                                                  | 12         |          |                           |
| Голос                    | Осадчук Андрей Петрович                                                       | 13         |          |                           |
| Голос                    | Костенко Роман Васильевич                                                     | 14         |          |                           |
| Голос                    | Лозинский Роман Михайлович                                                    | 15         |          |                           |
| Голос                    | Совсун Инна Романовна                                                         | 16         |          |                           |
| Голос                    | Василенко Леся Владимировна                                                   | 17         |          |                           |

## Изменения
Андрей Лысюк (СН) отказался от мандата. Вместо него нардепом стала Елена Хоменко — 129-й номер в списке «Слуги народа».
Пять депутатов из фракции «Слуга народа» (Михаил Фёдоров, Анна Новосад, Владислав Криклий, Алексей Оржель и Денис Малюська), вошедшие в правительство Алексея Гончарука, сложили депутатские полномочия. Вместо них депутатами должны стать следующие по списку «Слуги народа» кандидаты: Анатолий Остапенко, Татьяна Цыба, Иван Калаур, Юлия Гришина и Ольга Руденко.
28 августа 2019 года Шестой апелляционный административный суд отменил регистрацию ЦИК народным депутатом самовыдвиженца Сергея Рудика (одномандатный избирательный округ № 198 Черкасской области).
3 сентября приняли присягу Сергей Ларин (ОПЗЖ), зарегистрированный народным депутатом 21 августа, а также Анатолий Остапенко, Татьяна Цыба, Иван Калаур, Юлия Гришина и Ольга Руденко («Слуга народа»), зарегистрированные Центризбиркомом как нардепы 2 сентября. Они сразу присоединились к фракциям своих партий. Кроме того, во фракцию «Голос» вошли депутаты Галина Васильченко, Инна Совсун и Ольга Степанишина.
15 октября присягу народного депутата Украины принял Александр Копыленко («Слуга народа»), до избрания был директором Института законодательства Верховной рады, заведующим кафедрой теории и истории государства и права университета «КРОК». 5 октября ЦИК признала Копыленко избранным народным депутатом Украины в связи с досрочным прекращением полномочий нардепа Анны Коваленко.
6 ноября 2020 Шараськин стал народным депутатом от партии Голос, получив мандат вместо Святослава Вакарчука, который сложил полномочия депутата.
13 ноября Ирина Луценко (ПЕС) сложила мандат. Вместо неё депутатом стал Владимир Вятрович (25-й номер в списке ПЕС).
15 ноября народные депутаты Анна Скороход и Антон Поляков были исключены из фракции «Слуга народа» «за нарушение договорённостей относительно общей позиции по тем вопросам, по которым фракция выработала общую позицию».
20 ноября народный депутат Роман Иванисов приостановил свое членство во фракции «Слуга народа» на время проверки обнародованной в СМИ информации о том, что в 1995 году он был задержан и осуждён за изнасилование несовершеннолетней.
17 ноября 2020 Центральная избирательная комиссия зарегистрировала  Анатолия Гунько как народного депутата Украины. Он победил на довыборах в Верховную Раду в округе № 208 на Черниговщине.